# 16418 Lortzing
A 16418 Lortzing (ideiglenes jelöléssel 1987 SD10) a Naprendszer kisbolygóövében található aszteroida. Freimut Börngen fedezte fel 1987. szeptember 29-én.